# Ismaïl al-Atrache
Ismail al-Atrash (mort en novembre 1869) est le principal sheikh (chef) druze du clan des al-Atrash du Jabal Hauran, une région montagneuse au sud-est de Damas, au milieu du XIXe siècle. Sa famille avait immigré dans la région au début du XIXe siècle. En tant que nouveaux arrivants, ils subissaient l'influence de leurs prédécesseurs (les al-Hamdan). Mais Ismail imposa progressivement sa domination sur al-Qurayya et les villages alentour, gagnant une quasi indépendance vis-à-vis des autres clans druzes. Cette aura fut gagnée en grande partie sur le champ de bataille, au cours de la campagne lancée par le chef druze Shibli al-Aryen dans les années 1840. L'autorité d'Ismail sur la communauté druze s'établit au travers des luttes contre les tribus bédouines, des relations avec l'Empire ottoman ainsi que la guerre civile du Mont-Liban de 1860 contre les chrétiens. Il était le chef des Druzes nouvellement arrivés dans la région du mont Liban et, peu à peu, supplanta les al-Hamdan pour asseoir son autorité dans la région de Jabal Hauran. En 1868, le gouverneur ottoman de la Syrie, Rachid Pacha, nomma Ismail comme gouverneur régional (mudir) de Jabal Hauran, attirant sur celui-ci les foudres de ses rivaux Druzes qui formèrent des alliances avec les tribus bédouines et les paysans musulmans des plaines du Hauran pour le renverser. Néanmoins, par la suite, il contrôla jusqu'à 18 villages, dont plusieurs dirigés directement par ses huit fils. L'un de ces derniers, Ibrahim, devint le chef du clan al-Atrash à la mort de son père.

## Débuts
Ismail est le fils de Muhammad al-Atrash. Ce dernier, sourd, avait sans doute donné le nom de "al-Atrash", qui signifie "le sourd" en arabe à sa famille. Son grand-père, également nommé Muhammad, avait migré vers le Hauran au sud de Damas au début du XIXe siècle. Ismail fut mentionné pour la première fois au début des années 1840, quand il rejoignit Shibli al-Aryan, chef des Druzes de Wadi al-Taym, et le soutint dans sa lutte au nom des Druzes du mont Liban contre les Maronites. Ismail acquit une réputation de combattant pour ses valeurs guerrières et, à la mort d'al-Aryan, devint virtuellement le chef militaire des Druzes.
Ismail était installé dans le village de al-Qurayya dans la frange sud du Jabal Hauran, la région montagneuse du Hauran, et était relativement indépendant de l'autorité des cheikhs druzes de la région. Il encouragea l'installation de Druzes et de chrétiens à al-Qurayya, constituant ainsi petit à petit son propre territoire. Entre les années 1840 et 1850, il dirigea les Druzes dans leurs conflits contre les tribus des Bédouins et les autorités ottomanes. Il établit par la suite des alliances avec les tribus bédouines, qui lui devaenit une redevance pour l'accès aux sources d'eau de son territoire. Un grand nombre de ses rencontres avec les chefs de tribus bédouins furent transcrites dans les poèmes de son fils Ghibli, poèmes connus et récités parmi les tribus de nomades, jusqu'à la péninsule du Sinaï. Il est devenu un intermédiaire entre les Bédouins et les Druzes, d'une part, et les autorités ottomanes de l'autre.
En 1852, il dirigea les cheikhs druzes et les paysans dans la révolte contre les enrôlements forcés des troupes ottomanes. Jusqu'en 1857, il entreprit de développer son territoire et de prendre l'ascendant sur le clan al-Hamdan alors prédominant dans la région du Jamal Hauran. En 1857, il s'empara du village d'Ira, alors dirigé par Hazza al-Hamdan ; il ajouta ainsi ce village à son territoire, alors composé d'al-Qurayya et de Bakka. Il aida aussi les migrants druzes du mont Liban à s'installer dans les villages de Salkhad, Urman, Sahwat al-Khudr, al-Kafr et Hubran, même s'il ne contrôlait pas ces derniers.

## La consolidation de son pouvoir
Au cours de la guerre civile du Mont-Liban de 1860, Saïd Joumblatt, leader des Druzes du Chouf l'appela à l'aide dans son conflit avec les Maronites. Dans son appel, Joumblatt précisait que sans l'intervention d'Ismail, les Druzes seraient menacés d'extinction. Selon Churchill, un diplomate britannique, Ismail et ses hommes "fondirent comme des tigres de leurs repaires" en réponse à l'appel. Ismail prit la tête de 3 000 combattants vers Wadi al-Taym, et recruta encore 2 000 combattants sur place. Il lança des incursions rapides et violentes sur les forces dans les villages chrétiens du Wadi al-Taym, de Zahle et de la vallée de la Beqaa. Joumblatt l'avait appelé car les Druzes "glorifiaient ses talents militaires et ses actes de bravoure", selon l'historien druzes Kais Firro. Cette campagne lui permit de renforcer sa légitimé sur les Druzes.
Les migrants druzes du mont Liban, en arrivant à Jabal Hauran entre 1860 et 1867 renforcèrent le pouvoir d'Ismail par l'effet de levier de sa population, face à ses principaux rivaux, les Druzes du clan Bani Amer. En 1867, il a élargi son territoire pour inclure Mujaymir, Dhibin, Urman, Umm al-Rumman, Malah et Salkhad. Les villages de Sahwat Balatah (contrôlé Bani al-Hinnawi), al-Ruha et Kanakir (contrôlé par Abou Ras), Jubayb (contrôlé par Al-Sayf) et de Khirbet Awad (contrôlé par Bani Sharaf al-Din) faisaient partie de sa zone d'influence.
Ismail fut amnistié par les autorités ottomanes pour son rôle dans la guerre des années 1860, au début de 1866. En novembre 1866, Rachid Pacha, le wali (gouverneur) de Damas Vilayet (Province de Damas, qui comprenait la région de Jabal Hauran) invita Ismail à Damas. Ils se rencontrèrent le 1er décembre et Rachid Pacha nomma Ismail mudir (gouverneur régional) de la région de Jabal al-Druze (autre nom du Jabal Hauban). Les Ottomans reconnaissaient alors l'autorité de jure d'Ismail dans la région de Jamal Hauban. Cette nomination officielle renforça l'opposition des clans al-Hamdan et Bani Amer, qui formèrent une alliance avec les villageois musulmans de la plaine du Hauran et les tribus bédouines afin de s'opposer à l'autorité d'Ismail. Husayn al-Hajari, cheikh al-aql (chef spirituel) des Druzes conduisit une médiation pour arriver à un accord par lequel les Beni al-Atrash contrôlaient 18 villages, tandis que les autres grandes familles contrôlaient leurs propres districts, plus petits.
En 1868, Ismail et Hazima Hanaydi furent accusés d'être impliqués dans la mort de Faris Amer, provoquant le ralliement de ses héritiers aux forces bédouines de la tribu Sulut dans leur guerre contre Ismail. Rachid Pacha cherchant à empêcher une nouvelle détérioration de la situation dans la province invita les cheikhs druzes pour des pourparlers de réconciliation à Damas. À la suite d'un accord, Ismail fut remplacé en tant que mudir par son fils Ibrahim. En outre, le Jabal Hauran fut réorganisé de façon à être administré par un majlis (le conseil), composé des cheikhs druzes et supervisé par un qaimmaqam. La région fut divisée en quatre nawahi (sous-districts; singulier : nahiyah) tracés sur les limites de pouvoir existantes. Ismail avait huit fils installés à la tête de chacun des principaux villages contrôlés par le clan; les villages plus petits étant supervisés par le cheikh al-Atrash de Salkhad.

## Mort
Ismail mourut en novembre 1869 et fut remplacé par son fils Ibrahim. Des rumeurs entourèrent sa mort, faisant état d'un empoisonnement dont Wakil pourrait être à l'origine.
Après son décès, une lutte de pouvoir eut lieu entre ses deux fils Ibrahim et Shibil. Ce dernier finit par reconnaitre son frère aîné comme le successeur du patriarche. Par la suite, au décès d'Ibrahim, Shibil hérita de la fonction de chef du clan.